# Ignești
Ignești é uma comuna romena localizada no distrito de Arad, na região histórica da Transilvânia. A comuna possui uma área de 51.92 km² e sua população era de 793 habitantes segundo o censo de 2007.